# Gestreepte diamantvogel
De gestreepte diamantvogel (Pardalotus striatus) , of geelvlekdiamantvogel, is een zangvogel uit de familie Pardalotidae (diamantvogels).

## Kenmerken
De lichaamslengte bedraagt 10 cm.

## Leefwijze
Deze kleine en nieuwsgierige vogel pikt insecten van bladeren en takken. Buiten het broedseizoen vormen de vogels grote, constant kwetterende groepen die samen voedsel zoeken.

## Nestbouw
Het overdekt nest is een bouwsel van schors en gras, gevoerd met fijn materiaal, in een holle boom of aan het eind van een gang.

## Verspreiding en leefgebied
Deze vogel is endemisch in Australië in eucalyptusbossen en andere bostypen en telt zes ondersoorten:
- P. s. uropygialis: noordelijk Australië.
- P. s. melvillensis: Tiwi-eilanden (nabij noordelijk Australië).
- P. s. melanocephalus: oostelijk Australië.
- P. s. ornatus: zuidoostelijk Australië.
- P. s. substriatus: westelijk en centraal Australië.
- P. s. striatus: de eilanden in de Straat Bass en Tasmanië.